# Batalla de Tolbiac
La batalla de Tolbiac es va lliurar entre els francs de Clodoveu I i els alamans, i la seva data és tradicionalment fixada el 496. El lloc de Tolbiac o Tulpiacum és normalment donada com Zülpich, a 60 quilòmetres a l'est de l'actual frontera germano-belga.

## Antecedents
Després de la caiguda de l'Imperi Romà d'Occident, els francs van crear el Regne franc sota la dinastia merovíngia, van subjugar les altres tribus germàniques i van crear un imperi sota la dinastia merovíngia, i volien expulsar els visigots de la Gàl·lia pel seu arrianisme. En l'època de Sigebert el Coix, la pau, fins i tot la cooperació, entre els francs salis i els francs renans va retornar. Sigebert no va participar en la batalla de Soissons en el moment de la campanya contra Siagri, al contrari dels altres reis francs: la seva missió era de protegir la defensa dels regnes francs contra els alamans. El 496, aquests últims envairen el seu regne i Sigebert va cridar a Clodoveu al seu socors.

## Batalla
Els dos cosins lliuraren el combat a Tolbiac, desfent i rebutjant als alamans. Sigebert fou ferit al genoll en el transcurs de la batalla, ferida que li va comportar una coixera i el qualificatiu de «Coix».

## Conseqüències
Aquesta victòria contra els alamans sembla haver-se saldat amb un guany territorial per Clodoveu I, el de la regió Metz. En efecte aquesta regió a les mans dels alamans cap al 480, va formar després part de la Francia Rinensis, segons el Cosmògraf de Ravenna, que tenia probablement les seves informacions del geògraf ostrogot Atanarid, que va escriure les seves obres entre 496 i 507.
Aconsellat per la seva esposa Clotilde de Borgonya, en 496 Clodoveu I va convertir-se al cristianisme del Credo de Nicea, sent ser batejat per sant Remigi de Reims. Aquest fet va fer oficial la religió cristiana als territoris francs i posà al seu favor la població romana. Ajudat pel clergat catòlic i les poblacions gal·les, va dur a terme campanyes per expulsar els visigots i burgundis de la Gàl·lia pel seu arrianisme. Induït per la seva dona, que volia venjar el seu pare Khilperic II de Burgúndia, va decidir-se a atacat el Regne de Burgúndia en 500. A canvi de la seva ajuda, Sigebert el Coix va enviar una part del seu exèrcit, dirigit pel seu fill Cloderic, a ajudar a Clodoveu a combatre a Alaric II, rei dels visigots a la batalla de Vouillé, i després a conquerir l'Aquitània.